# Dorwinion
Dorwinion is een fictieve landstreek in J.R.R. Tolkiens wereld Midden-aarde.
Dorwinion ligt, hoewel de locatie niet geheel zeker is, bij de monding van de rivieren Carnen en Celduin in de Zee van Rhûn, ten oosten van Rhovanion.
De naam Dorwinion wordt vaak geïnterpreteerd als Land van Wijn, vooral vanwege het feit dat de streek bekendstond om zijn wijnen. De werkelijke betekenis is ongeveer Jong of Nieuw Land.
Dorwinion wordt genoemd in De Hobbit als de plaats waar de Elfen uit het rijk van koning Thranduil hun wijn betrokken. De wijn werd via Esgaroth op het Lange Meer verhandeld en kwam via de Woudrivier bij de zalen van de koning. Dorwinion wordt ook genoemd in de Eerste Era. Het wordt genoemd in Narn i Chîn Húrin als de plaats waar de wijnen vandaan kwamen, die gedronken werden in Menegroth, de zalen van koning Elu Thingol. Het werd aangevoerd via de dwergenweg over de Ered Luin.